# Тихоновка (Черкасская область)
Тихоновка (укр. Тихонівка) — село в Лысянском районе Черкасской области Украины.
Население по переписи 2001 года составляло 313 человек. Почтовый индекс — 19335. Телефонный код — 4749.

## Местный совет
19335, Черкасская обл., Лысянский р-н, с. Тихоновка